# Monica Angelucci
Monica Angelucci (ur. 15 października 1968 w São Paulo) – brazylijska judoczka. Startowała w turnieju pokazowym na igrzyskach w Seulu 1988, gdzie zajęła piąte miejsce w wadze ekstralekkiej.
Siódma na mistrzostwach świata w 1987; uczestniczka zawodów w 1991. Startowała w Pucharze Świata w 1989 i 1992. Triumfatorka igrzysk panamerykańskich w 1987 i trzecia w 1991. Brązowa medalistka mistrzostw panamerykańskich w 1986 roku. 

## Letnie Igrzyska Olimpijskie 1988
| Konkurencja | Eliminacje          | Finały                | Klas. końcowa |
| Konkurencja | Przeciwnik I        | o 3 miejsce           | Miejsce       |
| ----------- | ------------------- | --------------------- | ------------- |
| 48 kg       | Jessica Gal (NED) Z | Julie Reardon (AUS) P | 5.            |